# Copa Libertadores 2021
La Copa Libertadores 2021, denominada oficialmente Copa Conmebol Libertadores 2021, fue la sexagésima segunda edición del torneo de clubes más importante de América del Sur, organizado por la Conmebol. Participan equipos de diez países sudamericanos: Argentina, Bolivia, Brasil, Chile, Colombia, Ecuador, Paraguay, Perú, Uruguay y Venezuela.
El campeón fue Palmeiras, que alzó su tercer título en la competición, convirtiéndose en el primer bicampeón consecutivo desde Boca Juniors en 2001. Por ello, disputó la Copa Mundial de Clubes de la FIFA 2021 y también la Recopa Sudamericana 2022 contra Athletico Paranaense, campeón de la Copa Sudamericana 2021. También se clasificó a la fase de grupos de la Copa Libertadores 2022.

## Formato
La competición contó con tres fases clasificatorias de eliminación directa, en las que participaron 19 equipos, de los cuales 4 lograron la clasificación a fase de grupos y se sumaron a los 28 ya clasificados; de la fase de grupos accedieron los dos primeros de cada zona a las cuatro últimas fases (octavos de final, cuartos de final, semifinales y final), también de eliminación directa, hasta determinar al campeón. Además, doce equipos fueron transferidos a la Copa Sudamericana 2021 (los terceros de la fase de grupos y los 4 perdedores de la fase 3).
|                             |                             | Equipos que entraron en esta fase | Equipos que provenían de la fase anterior                                           |
| --------------------------- | --------------------------- | --- | ----------------------------------------------------------------------------------- |
| Fase 1 (6 equipos)          | Fase 1 (6 equipos)          | - 1 equipo de Bolivia, Ecuador, Paraguay, Perú, Uruguay y Venezuela |                                                                                     |
| Fase 2 (16 equipos)         | Fase 2 (16 equipos)         | - 2 equipos de Brasil, Chile y Colombia. - 1 equipo de Argentina, Bolivia, Ecuador, Paraguay, Perú, Uruguay y Venezuela                                                                                     | - 3 equipos clasificados de la fase 1                                               |
| Fase 3 (8 equipos)          | Fase 3 (8 equipos)          | | - 8 equipos clasificados de la fase 2                                               |
| Fase de grupos (32 equipos) | Fase de grupos (32 equipos) | - 5 equipos de Brasil y Argentina - 2 equipos de Chile, Colombia, Bolivia, Ecuador, Paraguay, Perú, Uruguay y Venezuela - El campeón de la Copa Libertadores 2020 - El campeón de la Copa Sudamericana 2020 | - 4 equipos clasificados de la fase 3                                               |
| Fases finales (16 equipos)  | Fases finales (16 equipos)  | | - 8 equipos primeros de la fase de grupos - 8 equipos segundos de la fase de grupos |

### Distribución
| Asociación                           | Cupos | Fase de grupos | Fase 3 | Fase 2 | Fase 1 |
| ------------------------------------ | ----- | -------------- | ------ | ------ | ------ |
| Brasil                               | 7     | 5              |        | 2      |        |
| Argentina                            | 6     | 5              | 1      |        |        |
| Chile                                | 4     | 2              | 2      |        |        |
| Colombia                             | 4     | 2              | 2      |        |        |
| Bolivia                              | 4     | 2              | 1      | 1      |        |
| Ecuador                              | 4     | 2              | 1      | 1      |        |
| Paraguay                             | 4     | 2              | 1      | 1      |        |
| Perú                                 | 4     | 2              | 1      | 1      |        |
| Uruguay                              | 4     | 2              | 1      | 1      |        |
| Venezuela                            | 4     | 2              | 1      | 1      |        |
| Campeón de la Copa Libertadores 2020 | 1     | 1              |        |        |        |
| Campeón de la Copa Sudamericana 2020 | 1     | 1              |        |        |        |
| Fase anterior                        | –     | 4              | 8      | 3      |        |
| Total                                | 47    | 32             | 8      | 16     | 6      |

### Calendario
| Fase           | Ronda            | Fecha de sorteo | Ida                    | Vuelta                 |
| -------------- | ---------------- | --------------- | ---------------------- | ---------------------- |
| Clasificatoria | Fase 1           | 5 de febrero    | 23 y 24 de febrero     | 2 y 3 de marzo         |
| Clasificatoria | Fase 2           | 5 de febrero    | 9 al 11 de marzo       | 16 al 18 de marzo      |
| Clasificatoria | Fase 3           | 5 de febrero    | 6 al 9 de abril        | 13 al 15 de abril      |
| Grupos         | Fecha 1          | 9 de abril      | 20 al 22 de abril      | 20 al 22 de abril      |
| Grupos         | Fecha 2          | 9 de abril      | 27 al 29 de abril      | 27 al 29 de abril      |
| Grupos         | Fecha 3          | 9 de abril      | 4 al 6 de mayo         | 4 al 6 de mayo         |
| Grupos         | Fecha 4          | 9 de abril      | 11 al 13 de mayo       | 11 al 13 de mayo       |
| Grupos         | Fecha 5          | 9 de abril      | 18 al 20 de mayo       | 18 al 20 de mayo       |
| Grupos         | Fecha 6          | 9 de abril      | 25 al 27 de mayo       | 25 al 27 de mayo       |
| Eliminatoria   | Octavos de final | 1 de junio      | 13 al 15 de julio      | 20 al 22 de julio      |
| Eliminatoria   | Cuartos de final | 1 de junio      | 10 al 12 de agosto     | 17 al 19 de agosto     |
| Eliminatoria   | Semifinales      | 1 de junio      | 21 al 23 de septiembre | 28 al 30 de septiembre |
| Eliminatoria   | Final            | 1 de junio      | 27 de noviembre        | 27 de noviembre        |

## Sede de la final
El Consejo de la CONMEBOL anunció el 13 de mayo que la final única de la CONMEBOL Libertadores se disputaría en el Estadio Centenario de Montevideo, Uruguay, el 27 de noviembre de 2021. La decisión se tomó considerando las condiciones sanitarias por la pandemia de COVID-19 y el avance en la vacunación del país.
| Uruguay                      |            |
| Ciudad                       | Estadio    |
| Montevideo                   | Centenario |
|                              |            |
| 60 236 espectadores          |            |
| Final Copa Libertadores 2021 |            |

## Participantes
| País                                                        | Equipo                                                                                                 | Vía de clasificación |
| ----------------------------------------------------------- | --- | --- |
| Argentina 6 cupos + campeón vigente de la Copa Sudamericana | Defensa y Justicia Boca Juniors River Plate Racing Club Argentinos Juniors Vélez Sarsfield San Lorenzo | Campeón de la Copa Sudamericana 2020 Campeón de la Superliga Argentina 2019-20 2.° ubicado de la tabla general de la temporada 2019-20 3.° ubicado de la tabla general de la temporada 2019-20 4.° ubicado de la tabla general de la temporada 2019-20 5.° ubicado de la tabla general de la temporada 2019-20 6.° ubicado de la tabla general de la temporada 2019-20                   |
| Bolivia 4 cupos                                             | Always Ready The Strongest Bolívar Royal Pari                                                          | Campeón de la División Profesional de Bolivia 2020 Subcampeón de la División Profesional de Bolivia 2020 3.° puesto de la División Profesional de Bolivia 2020 4.° puesto de la División Profesional de Bolivia 2020 |
| Brasil 7 cupos + campeón vigente de la Copa Libertadores    | Palmeiras Flamengo Internacional Atlético Mineiro São Paulo Fluminense Grêmio Santos                   | Campeón de la Copa Libertadores 2020 Campeón del Campeonato Brasileño Serie A 2020 Subcampeón del Campeonato Brasileño Serie A 2020 3.° puesto del Campeonato Brasileño Serie A 2020 4.° puesto del Campeonato Brasileño Serie A 2020 5.° puesto del Campeonato Brasileño Serie A 2020 6.° puesto del Campeonato Brasileño Serie A 2020 8.° puesto del Campeonato Brasileño Serie A 2020 |
| Chile 4 cupos                                               | Universidad Católica Unión La Calera Universidad de Chile Unión Española                               | Campeón de la Primera División de Chile 2020 Subcampeón de la Primera División de Chile 2020 3.° puesto de la Primera División de Chile 2020 4.° puesto de la Primera División de Chile 2020 |
| Colombia 4 cupos                                            | América de Cali Santa Fe Junior Atlético Nacional                                                      | Campeón de la Categoría Primera A de Colombia 2020 Subcampeón de la Categoría Primera A de Colombia 2020 3.° puesto de la tabla de reclasificación de la Categoría Primera A de Colombia 2020 4.° puesto de la tabla de reclasificación de la Categoría Primera A de Colombia 2020 |
| Ecuador 4 cupos                                             | Barcelona Liga de Quito Independiente del Valle Universidad Católica                                   | Campeón de la Serie A de Ecuador 2020 Subcampeón de la Serie A de Ecuador 2020 3.° puesto de la tabla acumulada de la Serie A de Ecuador 2020 4.° puesto de la tabla acumulada de la Serie A de Ecuador 2020 |
| Paraguay 4 cupos                                            | Cerro Porteño Olimpia Libertad Guaraní                                                                 | Campeón del Torneo Apertura 2020 primer ubicado en la tabla acumulada Campeón del Torneo Clausura 2020 segundo ubicado en la tabla acumulada 3.° puesto de la tabla acumulada de la Primera División de Paraguay 2020 4.° puesto de la tabla acumulada de la Primera División de Paraguay 2020                                                                                           |
| Perú 4 cupos                                                | Sporting Cristal Universitario Ayacucho Universidad César Vallejo                                      | Campeón de la Liga1 de Perú 2020 Subcampeón de la Liga1 de Perú 2020 Semifinalista de la Liga1 de Perú 2020 3.° puesto de la tabla acumulada de la Liga1 de Perú 2020 |
| Uruguay 4 cupos                                             | Nacional Rentistas Montevideo Wanderers Liverpool                                                      | Campeón del Campeonato Uruguayo de Primera División 2020 Subcampeón del Campeonato Uruguayo de Primera División 2020 Clasificado por la tabla anual del Campeonato Uruguayo de Primera División 2020 |
| Venezuela 4 cupos                                           | Deportivo La Guaira Deportivo Táchira Deportivo Lara Caracas                                           | Campeón de la Primera División de Venezuela 2020 Subcampeón de la Primera División de Venezuela 2020 3.° puesto de la Primera División de Venezuela 2020 4.° puesto de la Primera División de Venezuela 2020 |

### Distribución geográfica de los equipos
Distribución geográfica de las sedes de los equipos participantes:

## Sorteo
El sorteo de la fase preliminar se realizó el 5 de febrero de 2021 a las 12:00 (UTC-3) en la sede de la Conmebol, ubicada en la ciudad de Luque, Paraguay. Ese mismo día, se sortearon los cruces de la primera fase de la Copa Sudamericana 2021.
Los bombos fueron distribuidos de acuerdo con el Ranking Conmebol al 1 de febrero de 2021. No se podían enfrentar equipos de un mismo país, excepto si ese equipo venía de las fases anteriores. Al momento del sorteo no se conocían las identidades de los equipos Brasil 7, Brasil 8, Chile 3, Chile 4, Uruguay 3 y Uruguay 4; por tanto fueron directamente asignados a los últimos bombos de cada fase.

### Fase 1
| Bombo 1                                                    | Bombo 2                                                          |
| ---------------------------------------------------------- | ---------------------------------------------------------------- |
| - Guaraní (34) - Caracas (58) - Universidad Católica (112) | - Universidad César Vallejo (130) - Royal Pari (164) - Uruguay 4 |

### Fase 2
| Bombo 1 | Bombo 2                                                                                      |
| --- | -------------------------------------------------------------------------------------------- |
| - Atlético Nacional (7) - Libertad (14) - San Lorenzo (15) - Independiente del Valle (20) - Junior (27) - Bolívar (29) - Deportivo Lara (75) - Ayacucho (223) | - Brasil 7 - Brasil 8 - Chile 3 - Chile 4 - Uruguay 3 - Ganador E1 - Ganador E2 - Ganador E3 |

### Fase de grupos
El sorteo de la fase de grupos se realizó el 9 de abril de 2021, junto con el sorteo de la fase de grupos de la Copa Sudamericana 2021.
Los bombos fueron distribuidos según el Ranking Conmebol al 1 de febrero de 2021. Dos equipos de un mismo país no pueden encontrarse en el mismo grupo, excepto que alguno de ellos provenga de la fase clasificatoria.
| Bombo 1 | Bombo 2 | Bombo 3 | Bombo 4 |
| --- | --- | --- | --- |
| - Palmeiras (4) - River Plate (1) - Boca Juniors (2) - Nacional (5) - Flamengo (6) - Cerro Porteño (11) - Olimpia (12) - São Paulo (13) | - Defensa y Justicia (37) - Internacional (18) - Atlético Mineiro (19) - Santa Fe (21) - Racing Club (22) - Liga de Quito (26) - Universidad Católica (30) - Barcelona (31) | - Vélez Sarsfield (33) - Sporting Cristal (35) - América de Cali (36) - Fluminense (39) - The Strongest (40) - Universitario (46) - Deportivo Táchira (60) - Argentinos Juniors (81) | - Deportivo La Guaira (127) - Unión La Calera (128) - Always Ready (145) - Rentistas (250) - Fase 3 Ganador G1 - Fase 3 Ganador G2 - Fase 3 Ganador G3 - Fase 3 Ganador G4 |

## Fase clasificatoria

### Fase 1
| Fechas                     | Local en la ida           | Global | Local en la vuelta   | Ida | Vuelta | Llave |
| -------------------------- | ------------------------- | ------ | -------------------- | --- | ------ | ----- |
| 23 de febrero y 2 de marzo | Liverpool                 | 2:4    | Universidad Católica | 2:1 | 0:3    | E1    |
| 24 de febrero y 3 de marzo | Universidad César Vallejo | 0:2    | Caracas              | 0:0 | 0:2    | E2    |
| 24 de febrero y 3 de marzo | Royal Pari                | 2:5    | Guaraní              | 1:4 | 1:1    | E3    |

### Fase 2
| Fechas           | Local en la ida      | Global | Local en la vuelta      | Ida | Vuelta | Llave |
| ---------------- | -------------------- | ------ | ----------------------- | --- | ------ | ----- |
| 10 y 17 de marzo | Universidad Católica | 2:3    | Libertad                | 0:1 | 2:2    | C1    |
| 10 y 16 de marzo | Grêmio               | 8:2    | Ayacucho                | 6:1 | 2:1    | C2    |
| 9 y 16 de marzo  | Montevideo Wanderers | 1:5    | Bolívar                 | 1:0 | 0:5    | C3    |
| 10 y 17 de marzo | Universidad de Chile | 1:3    | San Lorenzo             | 1:1 | 0:2    | C4    |
| 9 y 16 de marzo  | Santos               | 3:2    | Deportivo Lara          | 2:1 | 1:1    | C5    |
| 10 y 17 de marzo | Caracas              | 2:5    | Junior                  | 1:2 | 1:3    | C6    |
| 9 y 16 de marzo  | Unión Española       | 3:6    | Independiente del Valle | 1:0 | 2:6    | C7    |
| 11 y 18 de marzo | Guaraní              | 0:5    | Atlético Nacional       | 0:2 | 0:3    | C8    |

### Fase 3
| Fechas          | Local en la ida         | Global | Local en la vuelta | Ida | Vuelta | Llave |
| --------------- | ----------------------- | ------ | ------------------ | --- | ------ | ----- |
| 7 y 14 de abril | Libertad                | 2:4    | Atlético Nacional  | 1:0 | 1:4    | G1    |
| 9 y 14 de abril | Independiente del Valle | 4:2    | Grêmio             | 2:1 | 2:1    | G2    |
| 8 y 15 de abril | Bolívar                 | 2:4    | Junior             | 2:1 | 0:3    | G3    |
| 6 y 13 de abril | San Lorenzo             | 3:5    | Santos             | 1:3 | 2:2    | G4    |

Nota: Los equipos con mejor ubicación en el Ranking Conmebol jugaron como locales en el partido de vuelta y los cuatro perdedores de esta fase fueron transferidos a la fase de grupos de la Copa Sudamericana 2021.

## Fase de grupos
Los participantes se distribuyeron en 8 grupos de 4 equipos cada uno. Los dos primeros de cada uno de ellos pasaron a los octavos de final y los terceros fueron transferidos a los octavos de final de la Copa Sudamericana 2021.
Criterios de desempate:
1. Puntos obtenidos (3 puntos para el equipo vencedor, 1 punto para cada equipo en caso empate, 0 puntos para el equipo perdedor).
2. Diferencia de goles.
3. Mayor cantidad de goles marcados.
4. Mayor cantidad de goles marcados como visitante.
5. Ubicación en el Ranking Conmebol del 1 de febrero de 2021.

|  | Equipos clasificados a los octavos de final.                              |
|  | Equipos transferidos a los octavos de final de la Copa Sudamericana 2021. |
|  | Equipos eliminados de la competición.                                     |

### Grupo A
| Equipo                  | Pts. | PJ | PG | PE | PP | GF | GC | DG  |
| ----------------------- | ---- | -- | -- | -- | -- | -- | -- | --- |
| Palmeiras               | 15   | 6  | 5  | 0  | 1  | 20 | 7  | 13  |
| Defensa y Justicia      | 9    | 6  | 2  | 3  | 1  | 11 | 8  | 3   |
| Independiente del Valle | 5    | 6  | 1  | 2  | 3  | 8  | 11 | –3  |
| Universitario           | 4    | 6  | 1  | 1  | 4  | 6  | 19 | –13 |

| \| Fecha \| Lugar \| Local \| Resultado \| Visitante \| \| ----------- \| ---------------- \| ----------------------- \| --------- \| ----------------------- \| \| 21 de abril \| Lima \| Universitario \| 2:3 \| Palmeiras \| \| 21 de abril \| Quito \| Independiente del Valle \| 1:1 \| Defensa y Justicia \| \| 27 de abril \| São Paulo \| Palmeiras \| 5:0 \| Independiente del Valle \| \| 28 de abril \| Gobernador Costa \| Defensa y Justicia \| 3:0 \| Universitario \| \| 4 de mayo \| Gobernador Costa \| Defensa y Justicia \| 1:2 \| Palmeiras \| \| 5 de mayo \| Quito \| Independiente del Valle \| 4:0 \| Universitario \| \| 11 de mayo \| Quito \| Independiente del Valle \| 0:1 \| Palmeiras \| \| 12 de mayo \| Lima \| Universitario \| 1:1 \| Defensa y Justicia \| \| 18 de mayo \| São Paulo \| Palmeiras \| 3:4 \| Defensa y Justicia \| \| 18 de mayo \| Lima \| Universitario \| 3:2 \| Independiente del Valle \| \| 27 de mayo \| Gobernador Costa \| Defensa y Justicia \| 1:1 \| Independiente del Valle \| \| 27 de mayo \| São Paulo \| Palmeiras \| 6:0 \| Universitario \| |                  |                         |           |                         |
| Fecha | Lugar            | Local                   | Resultado | Visitante               |
| 21 de abril | Lima             | Universitario           | 2:3       | Palmeiras               |
| 21 de abril | Quito            | Independiente del Valle | 1:1       | Defensa y Justicia      |
| 27 de abril | São Paulo        | Palmeiras               | 5:0       | Independiente del Valle |
| 28 de abril | Gobernador Costa | Defensa y Justicia      | 3:0       | Universitario           |
| 4 de mayo | Gobernador Costa | Defensa y Justicia      | 1:2       | Palmeiras               |
| 5 de mayo | Quito            | Independiente del Valle | 4:0       | Universitario           |
| 11 de mayo | Quito            | Independiente del Valle | 0:1       | Palmeiras               |
| 12 de mayo | Lima             | Universitario           | 1:1       | Defensa y Justicia      |
| 18 de mayo | São Paulo        | Palmeiras               | 3:4       | Defensa y Justicia      |
| 18 de mayo | Lima             | Universitario           | 3:2       | Independiente del Valle |
| 27 de mayo | Gobernador Costa | Defensa y Justicia      | 1:1       | Independiente del Valle |
| 27 de mayo | São Paulo        | Palmeiras               | 6:0       | Universitario           |

### Grupo B
| Equipo            | Pts. | PJ | PG | PE | PP | GF | GC | DG |
| ----------------- | ---- | -- | -- | -- | -- | -- | -- | -- |
| Internacional     | 10   | 6  | 3  | 1  | 2  | 12 | 5  | 7  |
| Olimpia           | 9    | 6  | 3  | 0  | 3  | 13 | 14 | –1 |
| Deportivo Táchira | 9    | 6  | 3  | 0  | 3  | 14 | 17 | –3 |
| Always Ready      | 7    | 6  | 2  | 1  | 3  | 8  | 11 | –3 |

| \| Fecha \| Lugar \| Local \| Resultado \| Visitante \| \| ----------- \| ------------- \| ----------------- \| --------- \| ----------------- \| \| 20 de abril \| San Cristóbal \| Deportivo Táchira \| 3:2 \| Olimpia \| \| 20 de abril \| La Paz \| Always Ready \| 2:0 \| Internacional \| \| 27 de abril \| Porto Alegre \| Internacional \| 4:0 \| Deportivo Táchira \| \| 28 de abril \| Asunción \| Olimpia \| 2:1 \| Always Ready \| \| 5 de mayo \| Porto Alegre \| Internacional \| 6:1 \| Olimpia \| \| 6 de mayo \| La Paz \| Always Ready \| 2:0 \| Deportivo Táchira \| \| 11 de mayo \| San Cristóbal \| Deportivo Táchira \| 2:1 \| Internacional \| \| 13 de mayo \| La Paz \| Always Ready \| 1:2 \| Olimpia \| \| 19 de mayo \| San Cristóbal \| Deportivo Táchira \| 7:2 \| Always Ready \| \| 20 de mayo \| Asunción \| Olimpia \| 0:1 \| Internacional \| \| 26 de mayo \| Asunción \| Olimpia \| 6:2 \| Deportivo Táchira \| \| 26 de mayo \| Porto Alegre \| Internacional \| 0:0 \| Always Ready \| |               |                   |           |                   |
| Fecha | Lugar         | Local             | Resultado | Visitante         |
| 20 de abril | San Cristóbal | Deportivo Táchira | 3:2       | Olimpia           |
| 20 de abril | La Paz        | Always Ready      | 2:0       | Internacional     |
| 27 de abril | Porto Alegre  | Internacional     | 4:0       | Deportivo Táchira |
| 28 de abril | Asunción      | Olimpia           | 2:1       | Always Ready      |
| 5 de mayo | Porto Alegre  | Internacional     | 6:1       | Olimpia           |
| 6 de mayo | La Paz        | Always Ready      | 2:0       | Deportivo Táchira |
| 11 de mayo | San Cristóbal | Deportivo Táchira | 2:1       | Internacional     |
| 13 de mayo | La Paz        | Always Ready      | 1:2       | Olimpia           |
| 19 de mayo | San Cristóbal | Deportivo Táchira | 7:2       | Always Ready      |
| 20 de mayo | Asunción      | Olimpia           | 0:1       | Internacional     |
| 26 de mayo | Asunción      | Olimpia           | 6:2       | Deportivo Táchira |
| 26 de mayo | Porto Alegre  | Internacional     | 0:0       | Always Ready      |

### Grupo C
| Equipo        | Pts. | PJ | PG | PE | PP | GF | GC | DG  |
| ------------- | ---- | -- | -- | -- | -- | -- | -- | --- |
| Barcelona     | 13   | 6  | 4  | 1  | 1  | 10 | 3  | 7   |
| Boca Juniors  | 10   | 6  | 3  | 1  | 2  | 6  | 2  | 4   |
| Santos        | 6    | 6  | 2  | 0  | 4  | 8  | 9  | –1  |
| The Strongest | 6    | 6  | 2  | 0  | 4  | 4  | 14 | –10 |

| \| Fecha \| Lugar \| Local \| Resultado \| Visitante \| \| ----------- \| ------------ \| ------------- \| --------- \| ------------- \| \| 20 de abril \| Santos \| Santos \| 0:2 \| Barcelona \| \| 21 de abril \| La Paz \| The Strongest \| 0:1 \| Boca Juniors \| \| 27 de abril \| Buenos Aires \| Boca Juniors \| 2:0 \| Santos \| \| 28 de abril \| Guayaquil \| Barcelona \| 4:0 \| The Strongest \| \| 4 de mayo \| Santos \| Santos \| 5:0 \| The Strongest \| \| 4 de mayo \| Guayaquil \| Barcelona \| 1:0 \| Boca Juniors \| \| 11 de mayo \| La Paz \| The Strongest \| 2:0 \| Barcelona \| \| 11 de mayo \| Santos \| Santos \| 1:0 \| Boca Juniors \| \| 18 de mayo \| La Paz \| The Strongest \| 2:1 \| Santos \| \| 20 de mayo \| Buenos Aires \| Boca Juniors \| 0:0 \| Barcelona \| \| 26 de mayo \| Guayaquil \| Barcelona \| 3:1 \| Santos \| \| 26 de mayo \| Buenos Aires \| Boca Juniors \| 3:0 \| The Strongest \| |              |               |           |               |
| Fecha | Lugar        | Local         | Resultado | Visitante     |
| 20 de abril | Santos       | Santos        | 0:2       | Barcelona     |
| 21 de abril | La Paz       | The Strongest | 0:1       | Boca Juniors  |
| 27 de abril | Buenos Aires | Boca Juniors  | 2:0       | Santos        |
| 28 de abril | Guayaquil    | Barcelona     | 4:0       | The Strongest |
| 4 de mayo | Santos       | Santos        | 5:0       | The Strongest |
| 4 de mayo | Guayaquil    | Barcelona     | 1:0       | Boca Juniors  |
| 11 de mayo | La Paz       | The Strongest | 2:0       | Barcelona     |
| 11 de mayo | Santos       | Santos        | 1:0       | Boca Juniors  |
| 18 de mayo | La Paz       | The Strongest | 2:1       | Santos        |
| 20 de mayo | Buenos Aires | Boca Juniors  | 0:0       | Barcelona     |
| 26 de mayo | Guayaquil    | Barcelona     | 3:1       | Santos        |
| 26 de mayo | Buenos Aires | Boca Juniors  | 3:0       | The Strongest |

### Grupo D
| Equipo      | Pts. | PJ | PG | PE | PP | GF | GC | DG |
| ----------- | ---- | -- | -- | -- | -- | -- | -- | -- |
| Fluminense  | 11   | 6  | 3  | 2  | 1  | 10 | 7  | 3  |
| River Plate | 9    | 6  | 2  | 3  | 1  | 7  | 7  | 0  |
| Junior      | 7    | 6  | 1  | 4  | 1  | 6  | 6  | 0  |
| Santa Fe    | 3    | 6  | 0  | 3  | 3  | 4  | 7  | –3 |

| \| Fecha \| Lugar \| Local \| Resultado \| Visitante \| \| ----------- \| --------------- \| ----------- \| --------- \| ----------- \| \| 22 de abril \| Río de Janeiro \| Fluminense \| 1:1 \| River Plate \| \| 22 de abril \| Barranquilla \| Junior \| 1:1 \| Santa Fe \| \| 28 de abril \| Buenos Aires \| River Plate \| 2:1 \| Junior \| \| 28 de abril \| Armenia \| Santa Fe \| 1:2 \| Fluminense \| \| 6 de mayo \| Guayaquil[n. 4] \| Junior \| 1:1 \| Fluminense \| \| 6 de mayo \| Asunción[n. 5] \| Santa Fe \| 0:0 \| River Plate \| \| 12 de mayo \| Río de Janeiro \| Fluminense \| 2:1 \| Santa Fe \| \| 12 de mayo \| Barranquilla \| Junior \| 1:1 \| River Plate \| \| 18 de mayo \| Río de Janeiro \| Fluminense \| 1:2 \| Junior \| \| 19 de mayo \| Buenos Aires \| River Plate \| 2:1 \| Santa Fe \| \| 25 de mayo \| Buenos Aires \| River Plate \| 1:3 \| Fluminense \| \| 25 de mayo \| Ambato[n. 6] \| Santa Fe \| 0:0 \| Junior \| |                |             |           |             |
| Fecha | Lugar          | Local       | Resultado | Visitante   |
| 22 de abril | Río de Janeiro | Fluminense  | 1:1       | River Plate |
| 22 de abril | Barranquilla   | Junior      | 1:1       | Santa Fe    |
| 28 de abril | Buenos Aires   | River Plate | 2:1       | Junior      |
| 28 de abril | Armenia        | Santa Fe    | 1:2       | Fluminense  |
| 6 de mayo | Guayaquil      | Junior      | 1:1       | Fluminense  |
| 6 de mayo | Asunción       | Santa Fe    | 0:0       | River Plate |
| 12 de mayo | Río de Janeiro | Fluminense  | 2:1       | Santa Fe    |
| 12 de mayo | Barranquilla   | Junior      | 1:1       | River Plate |
| 18 de mayo | Río de Janeiro | Fluminense  | 1:2       | Junior      |
| 19 de mayo | Buenos Aires   | River Plate | 2:1       | Santa Fe    |
| 25 de mayo | Buenos Aires   | River Plate | 1:3       | Fluminense  |
| 25 de mayo | Ambato         | Santa Fe    | 0:0       | Junior      |

### Grupo E
| Equipo           | Pts. | PJ | PG | PE | PP | GF | GC | DG |
| ---------------- | ---- | -- | -- | -- | -- | -- | -- | -- |
| Racing Club      | 14   | 6  | 4  | 2  | 0  | 9  | 2  | 7  |
| São Paulo        | 11   | 6  | 3  | 2  | 1  | 9  | 2  | 7  |
| Sporting Cristal | 4    | 6  | 1  | 1  | 4  | 3  | 10 | –7 |
| Rentistas        | 3    | 6  | 0  | 3  | 3  | 2  | 9  | –7 |

| \| Fecha \| Lugar \| Local \| Resultado \| Visitante \| \| ----------- \| ---------- \| ---------------- \| --------- \| ---------------- \| \| 20 de abril \| Lima \| Sporting Cristal \| 0:3 \| São Paulo \| \| 21 de abril \| Montevideo \| Rentistas \| 1:1 \| Racing Club \| \| 29 de abril \| Avellaneda \| Racing Club \| 2:1 \| Sporting Cristal \| \| 29 de abril \| São Paulo \| São Paulo \| 2:0 \| Rentistas \| \| 5 de mayo \| Avellaneda \| Racing Club \| 0:0 \| São Paulo \| \| 5 de mayo \| Montevideo \| Rentistas \| 0:0 \| Sporting Cristal \| \| 11 de mayo \| Lima \| Sporting Cristal \| 0:2 \| Racing Club \| \| 12 de mayo \| Montevideo \| Rentistas \| 1:1 \| São Paulo \| \| 18 de mayo \| São Paulo \| São Paulo \| 0:1 \| Racing Club \| \| 19 de mayo \| Lima \| Sporting Cristal \| 2:0 \| Rentistas \| \| 25 de mayo \| Avellaneda \| Racing Club \| 3:0 \| Rentistas \| \| 25 de mayo \| São Paulo \| São Paulo \| 3:0 \| Sporting Cristal \| |            |                  |           |                  |
| Fecha | Lugar      | Local            | Resultado | Visitante        |
| 20 de abril | Lima       | Sporting Cristal | 0:3       | São Paulo        |
| 21 de abril | Montevideo | Rentistas        | 1:1       | Racing Club      |
| 29 de abril | Avellaneda | Racing Club      | 2:1       | Sporting Cristal |
| 29 de abril | São Paulo  | São Paulo        | 2:0       | Rentistas        |
| 5 de mayo | Avellaneda | Racing Club      | 0:0       | São Paulo        |
| 5 de mayo | Montevideo | Rentistas        | 0:0       | Sporting Cristal |
| 11 de mayo | Lima       | Sporting Cristal | 0:2       | Racing Club      |
| 12 de mayo | Montevideo | Rentistas        | 1:1       | São Paulo        |
| 18 de mayo | São Paulo  | São Paulo        | 0:1       | Racing Club      |
| 19 de mayo | Lima       | Sporting Cristal | 2:0       | Rentistas        |
| 25 de mayo | Avellaneda | Racing Club      | 3:0       | Rentistas        |
| 25 de mayo | São Paulo  | São Paulo        | 3:0       | Sporting Cristal |

### Grupo F
| Equipo               | Pts. | PJ | PG | PE | PP | GF | GC | DG |
| -------------------- | ---- | -- | -- | -- | -- | -- | -- | -- |
| Argentinos Juniors   | 12   | 6  | 4  | 0  | 2  | 7  | 3  | 4  |
| Universidad Católica | 9    | 6  | 3  | 0  | 3  | 6  | 6  | 0  |
| Nacional             | 8    | 6  | 2  | 2  | 2  | 8  | 9  | –1 |
| Atlético Nacional    | 5    | 6  | 1  | 2  | 3  | 6  | 9  | –3 |

| \| Fecha \| Lugar \| Local \| Resultado \| Visitante \| \| ----------- \| -------------- \| -------------------- \| --------- \| -------------------- \| \| 20 de abril \| Buenos Aires \| Argentinos Juniors \| 2:0 \| Nacional \| \| 22 de abril \| Pereira \| Atlético Nacional \| 2:0 \| Universidad Católica \| \| 28 de abril \| Montevideo \| Nacional \| 4:4 \| Atlético Nacional \| \| 29 de abril \| Santiago \| Universidad Católica \| 0:2 \| Argentinos Juniors \| \| 5 de mayo \| Santiago \| Universidad Católica \| 3:1 \| Nacional \| \| 6 de mayo \| Asunción[n. 7] \| Atlético Nacional \| 0:2 \| Argentinos Juniors \| \| 12 de mayo \| Buenos Aires \| Argentinos Juniors \| 0:1 \| Universidad Católica \| \| 12 de mayo \| Pereira \| Atlético Nacional \| 0:0 \| Nacional \| \| 18 de mayo \| Montevideo \| Nacional \| 1:0 \| Universidad Católica \| \| 20 de mayo \| Buenos Aires \| Argentinos Juniors \| 1:0 \| Atlético Nacional \| \| 26 de mayo \| Santiago \| Universidad Católica \| 2:0 \| Atlético Nacional \| \| 26 de mayo \| Montevideo \| Nacional \| 2:0 \| Argentinos Juniors \| |              |                      |           |                      |
| Fecha | Lugar        | Local                | Resultado | Visitante            |
| 20 de abril | Buenos Aires | Argentinos Juniors   | 2:0       | Nacional             |
| 22 de abril | Pereira      | Atlético Nacional    | 2:0       | Universidad Católica |
| 28 de abril | Montevideo   | Nacional             | 4:4       | Atlético Nacional    |
| 29 de abril | Santiago     | Universidad Católica | 0:2       | Argentinos Juniors   |
| 5 de mayo | Santiago     | Universidad Católica | 3:1       | Nacional             |
| 6 de mayo | Asunción     | Atlético Nacional    | 0:2       | Argentinos Juniors   |
| 12 de mayo | Buenos Aires | Argentinos Juniors   | 0:1       | Universidad Católica |
| 12 de mayo | Pereira      | Atlético Nacional    | 0:0       | Nacional             |
| 18 de mayo | Montevideo   | Nacional             | 1:0       | Universidad Católica |
| 20 de mayo | Buenos Aires | Argentinos Juniors   | 1:0       | Atlético Nacional    |
| 26 de mayo | Santiago     | Universidad Católica | 2:0       | Atlético Nacional    |
| 26 de mayo | Montevideo   | Nacional             | 2:0       | Argentinos Juniors   |

### Grupo G
| Equipo          | Pts. | PJ | PG | PE | PP | GF | GC | DG |
| --------------- | ---- | -- | -- | -- | -- | -- | -- | -- |
| Flamengo        | 12   | 6  | 3  | 3  | 0  | 14 | 9  | 5  |
| Vélez Sarsfield | 10   | 6  | 3  | 1  | 2  | 10 | 8  | 2  |
| Liga de Quito   | 8    | 6  | 2  | 2  | 2  | 15 | 13 | 2  |
| Unión La Calera | 2    | 6  | 0  | 2  | 4  | 8  | 17 | –9 |

| \| Fecha \| Lugar \| Local \| Resultado \| Visitante \| \| ----------- \| -------------- \| --------------- \| --------- \| --------------- \| \| 20 de abril \| Buenos Aires \| Vélez Sarsfield \| 2:3 \| Flamengo \| \| 21 de abril \| La Calera \| Unión La Calera \| 2:2 \| Liga de Quito \| \| 27 de abril \| Río de Janeiro \| Flamengo \| 4:1 \| Unión La Calera \| \| 27 de abril \| Quito \| Liga de Quito \| 3:1 \| Vélez Sarsfield \| \| 4 de mayo \| La Calera \| Unión La Calera \| 0:2 \| Vélez Sarsfield \| \| 4 de mayo \| Quito \| Liga de Quito \| 2:3 \| Flamengo \| \| 11 de mayo \| La Calera \| Unión La Calera \| 2:2 \| Flamengo \| \| 13 de mayo \| Buenos Aires \| Vélez Sarsfield \| 3:1 \| Liga de Quito \| \| 19 de mayo \| Buenos Aires \| Vélez Sarsfield \| 2:1 \| Unión La Calera \| \| 19 de mayo \| Río de Janeiro \| Flamengo \| 2:2 \| Liga de Quito \| \| 27 de mayo \| Río de Janeiro \| Flamengo \| 0:0 \| Vélez Sarsfield \| \| 27 de mayo \| Quito \| Liga de Quito \| 5:2 \| Unión La Calera \| |                |                 |           |                 |
| Fecha | Lugar          | Local           | Resultado | Visitante       |
| 20 de abril | Buenos Aires   | Vélez Sarsfield | 2:3       | Flamengo        |
| 21 de abril | La Calera      | Unión La Calera | 2:2       | Liga de Quito   |
| 27 de abril | Río de Janeiro | Flamengo        | 4:1       | Unión La Calera |
| 27 de abril | Quito          | Liga de Quito   | 3:1       | Vélez Sarsfield |
| 4 de mayo | La Calera      | Unión La Calera | 0:2       | Vélez Sarsfield |
| 4 de mayo | Quito          | Liga de Quito   | 2:3       | Flamengo        |
| 11 de mayo | La Calera      | Unión La Calera | 2:2       | Flamengo        |
| 13 de mayo | Buenos Aires   | Vélez Sarsfield | 3:1       | Liga de Quito   |
| 19 de mayo | Buenos Aires   | Vélez Sarsfield | 2:1       | Unión La Calera |
| 19 de mayo | Río de Janeiro | Flamengo        | 2:2       | Liga de Quito   |
| 27 de mayo | Río de Janeiro | Flamengo        | 0:0       | Vélez Sarsfield |
| 27 de mayo | Quito          | Liga de Quito   | 5:2       | Unión La Calera |

### Grupo H
| Equipo              | Pts. | PJ | PG | PE | PP | GF | GC | DG |
| ------------------- | ---- | -- | -- | -- | -- | -- | -- | -- |
| Atlético Mineiro    | 16   | 6  | 5  | 1  | 0  | 15 | 3  | 12 |
| Cerro Porteño       | 10   | 6  | 3  | 1  | 2  | 4  | 5  | –1 |
| América de Cali     | 4    | 6  | 1  | 1  | 4  | 5  | 9  | –4 |
| Deportivo La Guaira | 3    | 6  | 0  | 3  | 3  | 2  | 9  | –7 |

| \| Fecha \| Lugar \| Local \| Resultado \| Visitante \| \| ----------- \| ---------------- \| ------------------- \| --------- \| ------------------- \| \| 21 de abril \| Caracas \| Deportivo La Guaira \| 1:1 \| Atlético Mineiro \| \| 21 de abril \| Bucaramanga \| América de Cali \| 0:2 \| Cerro Porteño \| \| 27 de abril \| Belo Horizonte \| Atlético Mineiro \| 2:1 \| América de Cali \| \| 28 de abril \| Asunción \| Cerro Porteño \| 0:0 \| Deportivo La Guaira \| \| 4 de mayo \| Belo Horizonte \| Atlético Mineiro \| 4:0 \| Cerro Porteño \| \| 6 de mayo \| Caracas \| Deportivo La Guaira \| 0:0 \| América de Cali \| \| 12 de mayo \| Caracas \| Deportivo La Guaira \| 0:1 \| Cerro Porteño \| \| 13 de mayo \| Barranquilla \| América de Cali \| 1:3 \| Atlético Mineiro \| \| 19 de mayo \| Asunción \| Cerro Porteño \| 0:1 \| Atlético Mineiro \| \| 19 de mayo \| Santa Cruz[n. 8] \| América de Cali \| 3:1 \| Deportivo La Guaira \| \| 25 de mayo \| Asunción \| Cerro Porteño \| 1:0 \| América de Cali \| \| 25 de mayo \| Belo Horizonte \| Atlético Mineiro \| 4:0 \| Deportivo La Guaira \| |                |                     |           |                     |
| Fecha | Lugar          | Local               | Resultado | Visitante           |
| 21 de abril | Caracas        | Deportivo La Guaira | 1:1       | Atlético Mineiro    |
| 21 de abril | Bucaramanga    | América de Cali     | 0:2       | Cerro Porteño       |
| 27 de abril | Belo Horizonte | Atlético Mineiro    | 2:1       | América de Cali     |
| 28 de abril | Asunción       | Cerro Porteño       | 0:0       | Deportivo La Guaira |
| 4 de mayo | Belo Horizonte | Atlético Mineiro    | 4:0       | Cerro Porteño       |
| 6 de mayo | Caracas        | Deportivo La Guaira | 0:0       | América de Cali     |
| 12 de mayo | Caracas        | Deportivo La Guaira | 0:1       | Cerro Porteño       |
| 13 de mayo | Barranquilla   | América de Cali     | 1:3       | Atlético Mineiro    |
| 19 de mayo | Asunción       | Cerro Porteño       | 0:1       | Atlético Mineiro    |
| 19 de mayo | Santa Cruz     | América de Cali     | 3:1       | Deportivo La Guaira |
| 25 de mayo | Asunción       | Cerro Porteño       | 1:0       | América de Cali     |
| 25 de mayo | Belo Horizonte | Atlético Mineiro    | 4:0       | Deportivo La Guaira |

## Equipos transferidos a la Copa Sudamericana 2021
Los cuatro perdedores de la fase 3 fueron transferidos a la fase de grupos de la Copa Sudamericana 2021 y los ocho terceros de la fase de grupos a los octavos de final de la Copa Sudamericana 2021.
| Equipo                  | Procedencia |
| ----------------------- | ----------- |
| Libertad                | Fase 3      |
| Grêmio                  | Fase 3      |
| Bolívar                 | Fase 3      |
| San Lorenzo             | Fase 3      |
| Independiente del Valle | Grupo A     |
| Deportivo Táchira       | Grupo B     |
| Santos                  | Grupo C     |
| Junior                  | Grupo D     |
| Sporting Cristal        | Grupo E     |
| Nacional                | Grupo F     |
| Liga de Quito           | Grupo G     |
| América de Cali         | Grupo H     |

## Fases finales
Las fases finales estuvieron compuestas por cuatro etapas: octavos, cuartos, semifinales y final. Se disputaron por eliminación directa, en partidos de ida y vuelta con excepción de la final que se jugó a partido único.
A los fines de establecer las llaves de la primera etapa, los dieciséis equipos fueron ordenados en dos tablas, una con los clasificados como primeros (numerados del 1 al 8 de acuerdo con su desempeño en la fase de grupos, determinada según los criterios de clasificación), y otra con aquellos clasificados como segundos (numerados del 9 al 16, con el mismo criterio), enfrentándose en octavos de final un equipo de los que terminó en la primera posición contra uno de los que ocupó la segunda posición. Los cruces fueron determinados mediante un sorteo que se llevó a cabo el 1 de junio de 2021 en el Centro de Convenciones de la Confederación Sudamericana de Fútbol, ubicado en Luque, Paraguay.
Durante todo el desarrollo de las fases finales, el equipo que ostentó menor número de orden que su rival de turno ejerció la localía en el partido de vuelta. Los equipos que compartieron grupo y los que provinieron del mismo país podían enfrentarse entre sí, en caso de coincidir en el sorteo. A partir de los octavos de final, se utilizó el árbitro asistente de video (VAR).

### Tabla de primeros
| N.º | Equipo             | Pts. | PJ | PG | PE | PP | GF | GC | DG |
| --- | ------------------ | ---- | -- | -- | -- | -- | -- | -- | -- |
| 1   | Atlético Mineiro   | 16   | 6  | 5  | 1  | 0  | 15 | 3  | 12 |
| 2   | Palmeiras          | 15   | 6  | 5  | 0  | 1  | 20 | 7  | 13 |
| 3   | Racing Club        | 14   | 6  | 4  | 2  | 0  | 9  | 2  | 7  |
| 4   | Barcelona          | 13   | 6  | 4  | 1  | 1  | 10 | 3  | 7  |
| 5   | Flamengo           | 12   | 6  | 3  | 3  | 0  | 14 | 9  | 5  |
| 6   | Argentinos Juniors | 12   | 6  | 4  | 0  | 2  | 7  | 3  | 4  |
| 7   | Fluminense         | 11   | 6  | 3  | 2  | 1  | 10 | 7  | 3  |
| 8   | Internacional      | 10   | 6  | 3  | 1  | 2  | 12 | 5  | 7  |

### Tabla de segundos
| N.º | Equipo               | Pts. | PJ | PG | PE | PP | GF | GC | DG |
| --- | -------------------- | ---- | -- | -- | -- | -- | -- | -- | -- |
| 9   | São Paulo            | 11   | 6  | 3  | 2  | 1  | 9  | 2  | 7  |
| 10  | Boca Juniors         | 10   | 6  | 3  | 1  | 2  | 6  | 2  | 4  |
| 11  | Vélez Sarsfield      | 10   | 6  | 3  | 1  | 2  | 10 | 8  | 2  |
| 12  | Cerro Porteño        | 10   | 6  | 3  | 1  | 2  | 4  | 5  | –1 |
| 13  | Defensa y Justicia   | 9    | 6  | 2  | 3  | 1  | 11 | 8  | 3  |
| 14  | River Plate          | 9    | 6  | 2  | 3  | 1  | 7  | 7  | 0  |
| 15  | Universidad Católica | 9    | 6  | 3  | 0  | 3  | 6  | 6  | 0  |
| 16  | Olimpia              | 9    | 6  | 3  | 0  | 3  | 13 | 14 | –1 |

### Cuadro de desarrollo
|  | Octavos de final           | Octavos de final           | Octavos de final           | Octavos de final           | Octavos de final           |   |   | Cuartos de final   | Cuartos de final   | Cuartos de final   | Cuartos de final   | Cuartos de final   |  |   | Semifinales            | Semifinales            | Semifinales            | Semifinales            | Semifinales            |  |                   | Final             | Final           | Final           |  |
|  | 13 de julio al 3 de agosto | 13 de julio al 3 de agosto | 13 de julio al 3 de agosto | 13 de julio al 3 de agosto | 13 de julio al 3 de agosto |   |   | 10 al 19 de agosto | 10 al 19 de agosto | 10 al 19 de agosto | 10 al 19 de agosto | 10 al 19 de agosto |  |   | 21 al 29 de septiembre | 21 al 29 de septiembre | 21 al 29 de septiembre | 21 al 29 de septiembre | 21 al 29 de septiembre |  |                   | 27 de noviembre   | 27 de noviembre | 27 de noviembre |  |
|  |                            |                            |                            |                            |                            |   |   |                    |                    |                    |                    |                    |  |   |                        |                        |                        |                        |                        |  |                   |                   |                 |                 |  |
|  |                            |                            |                            |                            |                            |   |   |                    |                    |                    |                    |                    |  |   |                        |                        |                        |                        |                        |  |                   |                   |                 |                 |  |
|  | 1                          | Atlético Mineiro           | 0                          | 0                          | 0 (3)                      |   |   |                    |                    |                    |                    |                    |  |   |                        |                        |                        |                        |                        |  |                   |                   |                 |                 |  |
|  | 1                          | Atlético Mineiro           | 0                          | 0                          | 0 (3)                      |   |   |                    |                    |                    |                    |                    |  |   |                        |                        |                        |                        |                        |  |                   |                   |                 |                 |  |
|  | 10                         | Boca Juniors               | 0                          | 0                          | 0 (1)                      |   |   |                    |                    |                    |                    |                    |  |   |                        |                        |                        |                        |                        |  |                   |                   |                 |                 |  |
|  | 10                         | Boca Juniors               | 0                          | 0                          | 0 (1)                      |   | 1 | Atlético Mineiro   | 1                  | 3                  | 4                  |                    |  |   |                        |                        |                        |                        |                        |  |                   |                   |                 |                 |  |
|  |                            |                            |                            |                            |                            |   | 1 | Atlético Mineiro   | 1                  | 3                  | 4                  |                    |  |   |                        |                        |                        |                        |                        |  |                   |                   |                 |                 |  |
|  |                            |                            | 14                         | River Plate                | 0                          | 0 | 0 |                    |                    |                    |                    |                    |  |   |                        |                        |                        |                        |                        |  |                   |                   |                 |                 |  |
|  | 6                          | Argentinos Juniors         | 14                         | River Plate                | 0                          | 0 | 0 | 1                  | 0                  | 1                  |                    |                    |  |   |                        |                        |                        |                        |                        |  |                   |                   |                 |                 |  |
|  | 6                          | Argentinos Juniors         |                            |                            |                            |   |   |                    |                    | 1                  |                    |                    |  |   |                        |                        |                        |                        |                        |  |                   |                   |                 |                 |  |
|  | 14                         | River Plate                | 1                          | 2                          | 3                          |   |   |                    |                    |                    |                    |                    |  |   |                        |                        |                        |                        |                        |  |                   |                   |                 |                 |  |
|  | 14                         | River Plate                | 1                          | 2                          | 3                          |   |   |                    |                    |                    |                    |                    |  | 1 | Atlético Mineiro       | 0                      | 1                      | 1                      |                        |  |                   |                   |                 |                 |  |
|  |                            |                            |                            |                            |                            |   |   |                    |                    |                    |                    |                    |  | 1 | Atlético Mineiro       | 0                      | 1                      | 1                      |                        |  |                   |                   |                 |                 |  |
|  |                            |                            | 2                          | Palmeiras (v.)             | 0                          | 1 | 1 |                    |                    |                    |                    |                    |  |   |                        |                        |                        |                        |                        |  |                   |                   |                 |                 |  |
|  | 2                          | Palmeiras                  | 2                          | Palmeiras (v.)             | 0                          | 1 | 1 | 1                  | 1                  | 2                  |                    |                    |  |   |                        |                        |                        |                        |                        |  |                   |                   |                 |                 |  |
|  | 2                          | Palmeiras                  |                            |                            |                            |   |   |                    |                    | 2                  |                    |                    |  |   |                        |                        |                        |                        |                        |  |                   |                   |                 |                 |  |
|  | 15                         | Universidad Católica       | 0                          | 0                          | 0                          |   |   |                    |                    |                    |                    |                    |  |   |                        |                        |                        |                        |                        |  |                   |                   |                 |                 |  |
|  | 15                         | Universidad Católica       | 0                          | 0                          | 0                          |   | 2 | Palmeiras          | 1                  | 3                  | 4                  |                    |  |   |                        |                        |                        |                        |                        |  |                   |                   |                 |                 |  |
|  |                            |                            |                            |                            |                            |   | 2 | Palmeiras          | 1                  | 3                  | 4                  |                    |  |   |                        |                        |                        |                        |                        |  |                   |                   |                 |                 |  |
|  |                            |                            | 9                          | São Paulo                  | 1                          | 0 | 1 |                    |                    |                    |                    |                    |  |   |                        |                        |                        |                        |                        |  |                   |                   |                 |                 |  |
|  | 3                          | Racing Club                | 9                          | São Paulo                  | 1                          | 0 | 1 | 1                  | 1                  | 2                  |                    |                    |  |   |                        |                        |                        |                        |                        |  |                   |                   |                 |                 |  |
|  | 3                          | Racing Club                |                            |                            |                            |   |   |                    |                    | 2                  |                    |                    |  |   |                        |                        |                        |                        |                        |  |                   |                   |                 |                 |  |
|  | 9                          | São Paulo                  | 1                          | 3                          | 4                          |   |   |                    |                    |                    |                    |                    |  |   |                        |                        |                        |                        |                        |  |                   |                   |                 |                 |  |
|  | 9                          | São Paulo                  | 1                          | 3                          | 4                          |   |   |                    |                    |                    |                    |                    |  |   |                        |                        |                        |                        |                        |  | Palmeiras (t. s.) | Palmeiras (t. s.) | 2               |                 |  |
|  |                            |                            |                            |                            |                            |   |   |                    |                    |                    |                    |                    |  |   |                        |                        |                        |                        |                        |  | Palmeiras (t. s.) | Palmeiras (t. s.) | 2               |                 |  |
|  |                            |                            | Flamengo                   | Flamengo                   | 1                          |   |   |                    |                    |                    |                    |                    |  |   |                        |                        |                        |                        |                        |  |                   |                   |                 |                 |  |
|  | 4                          | Barcelona                  | Flamengo                   | Flamengo                   | 1                          | 0 | 3 | 3                  |                    |                    |                    |                    |  |   |                        |                        |                        |                        |                        |  |                   |                   |                 |                 |  |
|  | 4                          | Barcelona                  |                            |                            |                            |   |   |                    |                    |                    |                    |                    |  |   |                        |                        |                        |                        |                        |  |                   |                   |                 |                 |  |
|  | 11                         | Vélez Sarsfield            | 1                          | 1                          | 2                          |   |   |                    |                    |                    |                    |                    |  |   |                        |                        |                        |                        |                        |  |                   |                   |                 |                 |  |
|  | 11                         | Vélez Sarsfield            | 1                          | 1                          | 2                          |   | 4 | Barcelona (v.)     | 2                  | 1                  | 3                  |                    |  |   |                        |                        |                        |                        |                        |  |                   |                   |                 |                 |  |
|  |                            |                            |                            |                            |                            |   | 4 | Barcelona (v.)     | 2                  | 1                  | 3                  |                    |  |   |                        |                        |                        |                        |                        |  |                   |                   |                 |                 |  |
|  |                            |                            | 7                          | Fluminense                 | 2                          | 1 | 3 |                    |                    |                    |                    |                    |  |   |                        |                        |                        |                        |                        |  |                   |                   |                 |                 |  |
|  | 7                          | Fluminense                 | 7                          | Fluminense                 | 2                          | 1 | 3 | 2                  | 1                  | 3                  |                    |                    |  |   |                        |                        |                        |                        |                        |  |                   |                   |                 |                 |  |
|  | 7                          | Fluminense                 |                            |                            |                            |   |   |                    |                    | 3                  |                    |                    |  |   |                        |                        |                        |                        |                        |  |                   |                   |                 |                 |  |
|  | 12                         | Cerro Porteño              | 0                          | 0                          | 0                          |   |   |                    |                    |                    |                    |                    |  |   |                        |                        |                        |                        |                        |  |                   |                   |                 |                 |  |
|  | 12                         | Cerro Porteño              | 0                          | 0                          | 0                          |   |   |                    |                    |                    |                    |                    |  | 4 | Barcelona              | 0                      | 0                      | 0                      |                        |  |                   |                   |                 |                 |  |
|  |                            |                            |                            |                            |                            |   |   |                    |                    |                    |                    |                    |  | 4 | Barcelona              | 0                      | 0                      | 0                      |                        |  |                   |                   |                 |                 |  |
|  |                            |                            | 5                          | Flamengo                   | 2                          | 2 | 4 |                    |                    |                    |                    |                    |  |   |                        |                        |                        |                        |                        |  |                   |                   |                 |                 |  |
|  | 5                          | Flamengo                   | 5                          | Flamengo                   | 2                          | 2 | 4 | 1                  | 4                  | 5                  |                    |                    |  |   |                        |                        |                        |                        |                        |  |                   |                   |                 |                 |  |
|  | 5                          | Flamengo                   |                            |                            |                            |   |   |                    |                    | 5                  |                    |                    |  |   |                        |                        |                        |                        |                        |  |                   |                   |                 |                 |  |
|  | 13                         | Defensa y Justicia         | 0                          | 1                          | 1                          |   |   |                    |                    |                    |                    |                    |  |   |                        |                        |                        |                        |                        |  |                   |                   |                 |                 |  |
|  | 13                         | Defensa y Justicia         | 0                          | 1                          | 1                          |   | 5 | Flamengo           | 4                  | 5                  | 9                  |                    |  |   |                        |                        |                        |                        |                        |  |                   |                   |                 |                 |  |
|  |                            |                            |                            |                            |                            |   | 5 | Flamengo           | 4                  | 5                  | 9                  |                    |  |   |                        |                        |                        |                        |                        |  |                   |                   |                 |                 |  |
|  |                            |                            | 16                         | Olimpia                    | 1                          | 1 | 2 |                    |                    |                    |                    |                    |  |   |                        |                        |                        |                        |                        |  |                   |                   |                 |                 |  |
|  | 8                          | Internacional              | 16                         | Olimpia                    | 1                          | 1 | 2 | 0                  | 0                  | 0 (4)              |                    |                    |  |   |                        |                        |                        |                        |                        |  |                   |                   |                 |                 |  |
|  | 8                          | Internacional              |                            |                            |                            |   |   |                    |                    | 0 (4)              |                    |                    |  |   |                        |                        |                        |                        |                        |  |                   |                   |                 |                 |  |
|  | 16                         | Olimpia                    | 0                          | 0                          | 0 (5)                      |   |   |                    |                    |                    |                    |                    |  |   |                        |                        |                        |                        |                        |  |                   |                   |                 |                 |  |
|  | 16                         | Olimpia                    | 0                          | 0                          | 0 (5)                      |   |   |                    |                    |                    |                    |                    |  |   |                        |                        |                        |                        |                        |  |                   |                   |                 |                 |  |
|  |                            |                            |                            |                            |                            |   |   |                    |                    |                    |                    |                    |  |   |                        |                        |                        |                        |                        |  |                   |                   |                 |                 |  |

Nota: En las series a dos partidos, el equipo con el menor número de orden y que ocupa la primera línea es el que definió como local.

### Octavos de final
| 13 de julio, 19:15 (UTC-3) | Boca Juniors | 0:0     | Atlético Mineiro | Estadio La Bombonera, Buenos Aires                                      |                                                                         |
|                            |              | Reporte |                  | Asistencia: Sin espectadores Árbitro(s): Andrés Rojas VAR: Derlis López | Asistencia: Sin espectadores Árbitro(s): Andrés Rojas VAR: Derlis López |

| 20 de julio, 19:15 (UTC-3) | Atlético Mineiro                                | 0:0 (3:1 p.)               | Boca Juniors                      | Estadio Mineirão, Belo Horizonte                                              |                                                                               |
|                            |                                                 | Reporte                    |                                   | Asistencia: Sin espectadores Árbitro(s): Esteban Ostojich VAR: Julio Bascuñán | Asistencia: Sin espectadores Árbitro(s): Esteban Ostojich VAR: Julio Bascuñán |
|                            |                                                 | Tiros desde el punto penal |                                   |                                                                               |                                                                               |
|                            | Hulk · I. Fernández · Alonso · Hyoran · Éverson |                            | Rojo · Villa · Rolón · Izquierdoz |                                                                               |                                                                               |

| 13 de julio, 21:30 (UTC-3) | São Paulo       | 1:1 (1:1) | Racing Club   | Estadio Morumbi, São Paulo                                               |                                                                          |
|                            | Vitor Bueno 35' | Reporte   | Copetti 45+1' | Asistencia: Sin espectadores Árbitro(s): Jhon Ospina VAR: Julio Bascuñán | Asistencia: Sin espectadores Árbitro(s): Jhon Ospina VAR: Julio Bascuñán |

| 20 de julio, 21:30 (UTC-3) | Racing Club | 1:3 (0:1) | São Paulo                        | Estadio El Cilindro, Avellaneda                                          |                                                                          |
|                            | Correa 63'  | Reporte   | Rigoni 44', 57' · Marquinhos 48' | Asistencia: Sin espectadores Árbitro(s): Gustavo Tejera VAR: Eber Aquino | Asistencia: Sin espectadores Árbitro(s): Gustavo Tejera VAR: Eber Aquino |

| 14 de julio, 19:15 (UTC-3) | Vélez Sarsfield | 1:0 (1:0) | Barcelona | Estadio José Amalfitani, Buenos Aires                                       |                                                                             |
|                            | Lucero 7'       | Reporte   |           | Asistencia: Sin espectadores Árbitro(s): Raphael Claus VAR: Víctor Carrillo | Asistencia: Sin espectadores Árbitro(s): Raphael Claus VAR: Víctor Carrillo |

| 21 de julio, 17:15 (UTC-5) | Barcelona                                      | 3:1 (1:0) | Vélez Sarsfield | Estadio Monumental, Guayaquil                                      |                                                                    |
|                            | Preciado 24' · Cortez 69' (pen.) · Perlaza 80' | Reporte   | Lucero 47'      | Asistencia: Sin espectadores Árbitro(s): Piero Maza VAR: Juan Lara | Asistencia: Sin espectadores Árbitro(s): Piero Maza VAR: Juan Lara |

| 14 de julio, 18:15 (UTC-4) | Universidad Católica | 0:1 (0:1) | Palmeiras                | Estadio San Carlos de Apoquindo, Santiago                                   |                                                                             |
|                            |                      | Reporte   | Raphael Veiga 42' (pen.) | Asistencia: Sin espectadores Árbitro(s): Andrés Matonte VAR: Carlos Benítez | Asistencia: Sin espectadores Árbitro(s): Andrés Matonte VAR: Carlos Benítez |

| 21 de julio, 19:15 (UTC-3) | Palmeiras        | 1:0 (1:0) | Universidad Católica | Allianz Parque, São Paulo                                                |                                                                          |
|                            | Marcos Rocha 36' | Reporte   |                      | Asistencia: Sin espectadores Árbitro(s): Alexis Herrera VAR: Jhon Ospina | Asistencia: Sin espectadores Árbitro(s): Alexis Herrera VAR: Jhon Ospina |

| 14 de julio, 21:30 (UTC-3) | Defensa y Justicia | 0:1 (0:1) | Flamengo    | Estadio Norberto Tomaghello, Gobernador Costa                          |                                                                        |
|                            |                    | Reporte   | Michael 21' | Asistencia: Sin espectadores Árbitro(s): Eber Aquino VAR: Derlis López | Asistencia: Sin espectadores Árbitro(s): Eber Aquino VAR: Derlis López |

| 21 de julio, 21:30 (UTC-3) | Flamengo                                                 | 4:1 (1:0) | Defensa y Justicia | Estadio Mané Garrincha, Brasilia                                            |                                                                             |
|                            | Rodrigo Caio 9' · De Arrascaeta 66' · Vitinho 83', 90+4' | Reporte   | Loaiza 41'         | Asistencia: 5518 espectadores Árbitro(s): Roberto Tobar VAR: Cristián Garay | Asistencia: 5518 espectadores Árbitro(s): Roberto Tobar VAR: Cristián Garay |

| 14 de julio, 21:30 (UTC-3) | River Plate | 1:1 (1:1) | Argentinos Juniors | Estadio Monumental, Buenos Aires                                       |                                                                        |
|                            | Suárez 10'  | Reporte   | Hauche 40'         | Asistencia: Sin espectadores Árbitro(s): Bruno Arleu VAR: Rafael Traci | Asistencia: Sin espectadores Árbitro(s): Bruno Arleu VAR: Rafael Traci |

| 21 de julio, 21:30 (UTC-3) | Argentinos Juniors | 0:2 (0:1) | River Plate     | Estadio Diego Armando Maradona, Buenos Aires                         |                                                                      |
|                            |                    | Reporte   | Romero 35', 54' | Asistencia: Sin espectadores Árbitro(s): Eber Aquino VAR: Diego Haro | Asistencia: Sin espectadores Árbitro(s): Eber Aquino VAR: Diego Haro |

| 15 de julio, 20:30 (UTC-4) | Olimpia | 0:0     | Internacional | Estadio Manuel Ferreira, Asunción                                             |                                                                               |
|                            |         | Reporte |               | Asistencia: Sin espectadores Árbitro(s): Patricio Loustau VAR: Eduardo Gamboa | Asistencia: Sin espectadores Árbitro(s): Patricio Loustau VAR: Eduardo Gamboa |

| 22 de julio, 21:30 (UTC-3) | Internacional                                               | 0:0 (4:5 p.)               | Olimpia                                  | Estadio Beira-Rio, Porto Alegre                                                 |                                                                                 |
|                            |                                                             | Reporte                    |                                          | Asistencia: Sin espectadores Árbitro(s): Christian Ferreyra VAR: Julio Bascuñán | Asistencia: Sin espectadores Árbitro(s): Christian Ferreyra VAR: Julio Bascuñán |
|                            |                                                             | Tiros desde el punto penal |                                          |                                                                                 |                                                                                 |
|                            | Edenilson · Boschilia · Moisés · Maurício · Thiago Galhardo |                            | Silva · Pitta · Ojeda · Ortiz · González |                                                                                 |                                                                                 |

| 13 de julio, 18:15 (UTC-4) | Cerro Porteño | 0:2 (0:0) | Fluminense            | Estadio General Pablo Rojas, Asunción                                       |                                                                             |
|                            |               | Reporte   | Nenê 49' · Egídio 61' | Asistencia: Sin espectadores Árbitro(s): Facundo Tello VAR: César Deischler | Asistencia: Sin espectadores Árbitro(s): Facundo Tello VAR: César Deischler |

| 3 de agosto, 19:15 (UTC-3) | Fluminense      | 1:0 (1:0) | Cerro Porteño | Estadio Maracaná, Río de Janeiro                                        |                                                                         |
| | Fred 24' (pen.) | Reporte   |               | Asistencia: Sin espectadores Árbitro(s): Wilmar Roldán VAR: Jhon Ospina | Asistencia: Sin espectadores Árbitro(s): Wilmar Roldán VAR: Jhon Ospina |
| Postergado por la muerte de Alejandro Javier Arce, hijo de Francisco Arce, entrenador de Cerro Porteño. Originalmente, estaba programado para el 20 de julio a las 19:15 (UTC-3). |                 |           |               |                                                                         |                                                                         |

### Cuartos de final
| 10 de agosto, 21:30 (UTC-3) | São Paulo | 1:1 (0:0) | Palmeiras   | Estadio Morumbi, São Paulo                                                 |                                                                            |
|                             | Luan 54'  | Reporte   | Patrick 74' | Asistencia: Sin espectadores Árbitro(s): Néstor Pitana VAR: Julio Bascuñán | Asistencia: Sin espectadores Árbitro(s): Néstor Pitana VAR: Julio Bascuñán |

| 17 de agosto, 21:30 (UTC-3) | Palmeiras                                  | 3:0 (1:0) | São Paulo | Allianz Parque, São Paulo                                                  |                                                                            |
|                             | Raphael Veiga 10' · Dudu 67' · Patrick 78' | Reporte   |           | Asistencia: Sin espectadores Árbitro(s): Wilmar Roldán VAR: Julio Bascuñán | Asistencia: Sin espectadores Árbitro(s): Wilmar Roldán VAR: Julio Bascuñán |

| 11 de agosto, 18:15 (UTC-4) | Olimpia       | 1:4 (1:2) | Flamengo                                                               | Estadio Manuel Ferreira, Asunción                                                |                                                                                  |
|                             | Torres 45+14' | Reporte   | De Arrascaeta 16' · Gabriel Barbosa 45+12' (pen.), 52' · Vitinho 90+1' | Asistencia: 2000 espectadores Árbitro(s): Fernando Rapallini VAR: Mauro Vigliano | Asistencia: 2000 espectadores Árbitro(s): Fernando Rapallini VAR: Mauro Vigliano |

| 18 de agosto, 19:15 (UTC-3) | Flamengo                                                                              | 5:1 (2:1) | Olimpia     | Estadio Mané Garrincha, Brasilia                                              |                                                                               |
|                             | Gabriel Barbosa 30', 77' · Bruno Henrique 36' · Willian Arão 49' · Salcedo 55' (a.g.) | Reporte   | Recalde 45' | Asistencia: 11 211 espectadores Árbitro(s): Jesús Valenzuela VAR: Jhon Ospina | Asistencia: 11 211 espectadores Árbitro(s): Jesús Valenzuela VAR: Jhon Ospina |

| 11 de agosto, 21:30 (UTC-3) | River Plate | 0:1 (0:0) | Atlético Mineiro | Estadio Monumental, Buenos Aires                                           |                                                                            |
|                             |             | Reporte   | I. Fernández 58' | Asistencia: Sin espectadores Árbitro(s): Jesús Valenzuela VAR: Jhon Ospina | Asistencia: Sin espectadores Árbitro(s): Jesús Valenzuela VAR: Jhon Ospina |

| 18 de agosto, 21:30 (UTC-3) | Atlético Mineiro            | 3:0 (2:0) | River Plate | Estadio Mineirão, Belo Horizonte                                            |                                                                             |
|                             | Zaracho 22', 61' · Hulk 34' | Reporte   |             | Asistencia: 17 030 espectadores Árbitro(s): Roberto Tobar VAR: Andrés Cunha | Asistencia: 17 030 espectadores Árbitro(s): Roberto Tobar VAR: Andrés Cunha |

| 12 de agosto, 21:30 (UTC-3) | Fluminense                               | 2:2 (1:0) | Barcelona                        | Estadio Maracaná, Río de Janeiro                                          |                                                                           |
|                             | Gabriel Teixeira 26' · Fred 90+5' (pen.) | Reporte   | Preciado 69' · Cortez 88' (pen.) | Asistencia: Sin espectadores Árbitro(s): Alexis Herrera VAR: Andrés Cunha | Asistencia: Sin espectadores Árbitro(s): Alexis Herrera VAR: Andrés Cunha |

| 19 de agosto, 19:30 (UTC-5) | Barcelona     | 1:1 (0:0) | Fluminense        | Estadio Monumental, Guayaquil                                                  |                                                                                |
|                             | Mastriani 73' | Reporte   | Fred 90+8' (pen.) | Asistencia: Sin espectadores Árbitro(s): Esteban Ostojich VAR: Víctor Carrillo | Asistencia: Sin espectadores Árbitro(s): Esteban Ostojich VAR: Víctor Carrillo |

### Semifinales
| 21 de septiembre, 21:30 (UTC-3) | Palmeiras | 0:0     | Atlético Mineiro | Allianz Parque, São Paulo                                                     |                                                                               |
|                                 |           | Reporte |                  | Asistencia: Sin espectadores Árbitro(s): Patricio Loustau VAR: Mauro Vigliano | Asistencia: Sin espectadores Árbitro(s): Patricio Loustau VAR: Mauro Vigliano |

| 28 de septiembre, 21:30 (UTC-3) | Atlético Mineiro | 1:1 (0:0) | Palmeiras | Estadio Mineirão, Belo Horizonte                                            |                                                                             |
|                                 | Vargas 52'       | Reporte   | Dudu 68'  | Asistencia: 18 350 espectadores Árbitro(s): Wilmar Roldán VAR: Andrés Cunha | Asistencia: 18 350 espectadores Árbitro(s): Wilmar Roldán VAR: Andrés Cunha |

| 22 de septiembre, 21:30 (UTC-3) | Flamengo                | 2:0 (2:0) | Barcelona | Estadio Maracaná, Río de Janeiro                                              |                                                                               |
|                                 | Bruno Henrique 21', 38' | Reporte   |           | Asistencia: 22 193 espectadores Árbitro(s): Andrés Cunha VAR: Leodán González | Asistencia: 22 193 espectadores Árbitro(s): Andrés Cunha VAR: Leodán González |

| 29 de septiembre, 19:30 (UTC-5) | Barcelona | 0:2 (0:1) | Flamengo                | Estadio Monumental, Guayaquil                                                 |                                                                               |
|                                 |           | Reporte   | Bruno Henrique 18', 50' | Asistencia: 11 642 espectadores Árbitro(s): Roberto Tobar VAR: Julio Bascuñán | Asistencia: 11 642 espectadores Árbitro(s): Roberto Tobar VAR: Julio Bascuñán |

### Final
| 27 de noviembre, 17:00 (UTC-3) | Palmeiras                        | 2:1 (1:1, 1:0) (t. s.) | Flamengo            | Estadio Centenario, Montevideo                                                |                                                                               |
|                                | Raphael Veiga 5' · Deyverson 95' | Reporte                | Gabriel Barbosa 72' | Asistencia: 55 023 espectadores Árbitro(s): Néstor Pitana VAR: Julio Bascuñán | Asistencia: 55 023 espectadores Árbitro(s): Néstor Pitana VAR: Julio Bascuñán |

|                               |
| Bandera de Brasil             |
| Campeón Palmeiras 3.er título |

## Estadísticas y premios

### Mejor jugador
| Jugador         | Club     |
| --------------- | -------- |
| Gabriel Barbosa | Flamengo |

### Goleadores
| Jugador         | Club              | Goles | PJ |
| --------------- | ----------------- | ----- | -- |
| Gabriel Barbosa | Flamengo          | 11    | 13 |
| Fred            | Fluminense        | 7     | 9  |
| Hulk            | Atlético Mineiro  | 7     | 12 |
| Miguel Borja    | Junior            | 6     | 8  |
| Rony            | Palmeiras         | 6     | 10 |
| Bruno Henrique  | Flamengo          | 6     | 11 |
| Jarlan Barrera  | Atlético Nacional | 5     | 8  |

### Asistentes
| Jugador                | Club             | Asistencias |
| ---------------------- | ---------------- | ----------- |
| Giorgian de Arrascaeta | Flamengo         | 8           |
| Éverton Ribeiro        | Flamengo         | 5           |
| Gabriel Barbosa        | Flamengo         | 5           |
| Jefferson Savarino     | Atlético Mineiro | 5           |

### Equipo Ideal
| Equipo Ideal 2021 | Equipo Ideal 2021      | Equipo Ideal 2021 |
| Pos.              | Futbolista             | Equipo            |
| ----------------- | ---------------------- | ----------------- |
| Guardameta        | Weverton               | Palmeiras         |
| Defensa           | Guilherme Arana        | Atlético Mineiro  |
| Defensa           | Gustavo Gómez          | Palmeiras         |
| Defensa           | Byron Castillo         | Barcelona         |
| Centrocampista    | Dudu                   | Palmeiras         |
| Centrocampista    | Giorgian de Arrascaeta | Flamengo          |
| Centrocampista    | Willian Arão           | Flamengo          |
| Centrocampista    | Raphael Veiga          | Palmeiras         |
| Delantero         | Rony                   | Palmeiras         |
| Delantero         | Gabriel Barbosa        | Flamengo          |
| Delantero         | Hulk                   | Atlético Mineiro  |